# Callithrix aurita
Callithrix aurita är en däggdjursart som först beskrevs av Étienne Geoffroy Saint-Hilaire 1812.  Callithrix aurita ingår i släktet Callithrix och familjen kloapor. Inga underarter finns listade.

## Utseende
Vuxna exemplar är 19 till 24,8 cm långa (huvud och bål) och svanslängden är 27 till 35 cm. Kännetecknande är de långa hårtofsarna på öronen som har en ljusbrun till vitaktig färg. Kring den ljusa ansiktsmasken förekommer svart päls med undantag av en orange till krämfärgad krona på huvudets topp. Även halsen, bålen och extremiteterna är täckta av svartbrun päls. Svansen har en fläckig gulgrå grundfärg och flera svartaktiga ringar. Den långa svansen används för att hålla balansen men den är inget gripverktyg. Hanar väger i genomsnitt 430 gram.

## Utbredning
Denna silkesapa förekommer i sydöstra Brasilien (delstaterna Minas Gerais, Rio de Janeiro och São Paulo). Arten vistas där i kulliga områden och låga bergstrakter. Habitatet utgörs av kylare regnskogar och andra skogar.

## Ekologi
Liksom hos andra kloapor bilder individerna flockar med cirka 5 till 15 medlemmar. Födan utgörs bland annat av växtdelar som bambu och naturgummi samt av några ryggradslösa djur som myror.
Callithrix aurita är främst dagaktiv och den klättrar för det mesta i växtligheten. Under regntiden kompletteras födan med frukter och svampar. Flocken består antingen av ett föräldrapar, deras ungar och några underordnade vuxna djur eller av en alfahanne, några vuxna honor och ungar. Reviret försvaras mot andra flockar. Per kull föds oftast tvillingar som uppfostras av alla flockmedlemmar.
Denna primat går vanligen på fyra fötter över grenar och den hoppar ibland framåt. Reviret markeras med vätska från körtlarna som ligger nära djurets anus.

## Status
Arten hotas främst av skogsavverkningar. Ibland fångas ungar för att hålla de som sällskapsdjur. Olika andra silkesapor som ursprungligen inte var inhemska i samma region blev introducerade av människor, bland annat vit silkesapa och Callithrix penicillata. Mellan dessa arter och Callithrix aurita kan hybrider uppstå. Denna primat förekommer i olika nationalparker och i andra skyddsområden. IUCN kategoriserar arten globalt som starkt hotad (EN).